# Standfussiana sturanyi
Standfussiana sturanyi là một loài bướm đêm trong họ Noctuidae.